# 可補束
可補束（英: Complemented lattice）とは、束論において、0 を最小元、1 を最大元とし、各元 x に補元 y が定義され、以下が成り立つ有界束をいう。
{\displaystyle x\wedge y=0}    and    {\displaystyle \quad x\vee y=1.}

## 一意性
一般に元 x は1つ以上の補元を持つ。しかし、全ての x、y、z について以下の分配法則が成り立つ「分配束」については、
{\displaystyle x\wedge (y\vee z)=(x\wedge y)\vee (x\wedge z),}
各元 x は最大でも1つしか補元を持たない。
この時、各元に対しその逆元を返す関数は順序を反転する対合になる。すなわち分配的な可補束は直交相補束でもある。
ブール代数は可補束であり、分配束であるため、逆元は必ず1つだけ存在する。

## 直交相補束
有界束L上に各元a をその 直交補元 a⊥ に写す写像が与えられ
補元a⊥ ∨ a = 1 かつ a⊥ ∧ a = 0。
対合a⊥⊥ = a。
順序保存a ≤ b ならば b⊥ ≤ a⊥。
をみたす時、Lと ⊥ の組みを直交相補束という。
一つの束に入る直交相補束としての構造は一つとは限らないことに注意(実際、有限線形空間の部分空間から成る束には内積に対応する複数の直交相補束としての構造が入る)。
直交相補束はブール代数と同様に以下のド・モルガンの法則をみたす。
- (a ∨ b)⊥ = a⊥ ∧ b⊥
- (a ∧ b)⊥ = a⊥ ∨ b⊥.